# Arco da Calheta
Arco da Calheta ist eine portugiesische Gemeinde (Freguesia) im Kreis Calheta (Madeira). In ihr leben 2999 Einwohner (Stand 19. April 2021).

## Geographie
Die Gemeinde Arco da Calheta ist die östlichste Gemeinde im Kreis Calheta. Sie ist im Norden und Westen von der Gemeinde Calheta und im Osten von den Gemeinden Canhas und Madalena do Mar im Kreis Ponta do Sol umgeben und grenzt im Süden an den Atlantik. Zu Arco da Calheta gehören die beiden Ortsteile Loreto und Achada de Santo Antão, die sich jeweils oberhalb des Talbogens auf dem westlichen bzw. östlichen Bergrücken des Tals befinden.
Ein Band aus Eukaliptuswäldern trennt das bebaute Gebiet im Norden der Gemeinde von der kargen Vegetation der Berge (Paul da Serra).

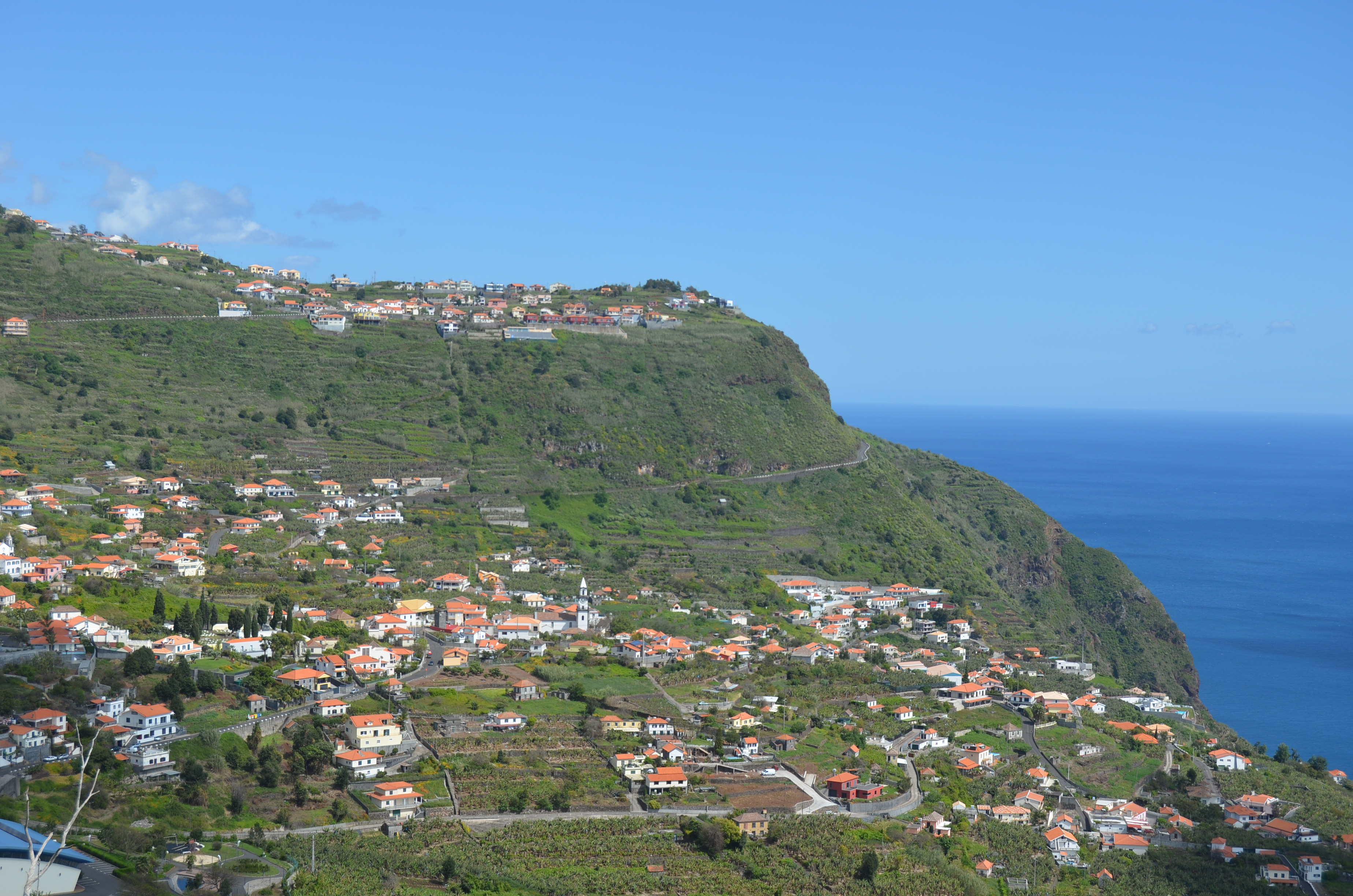
Blick nach Osten
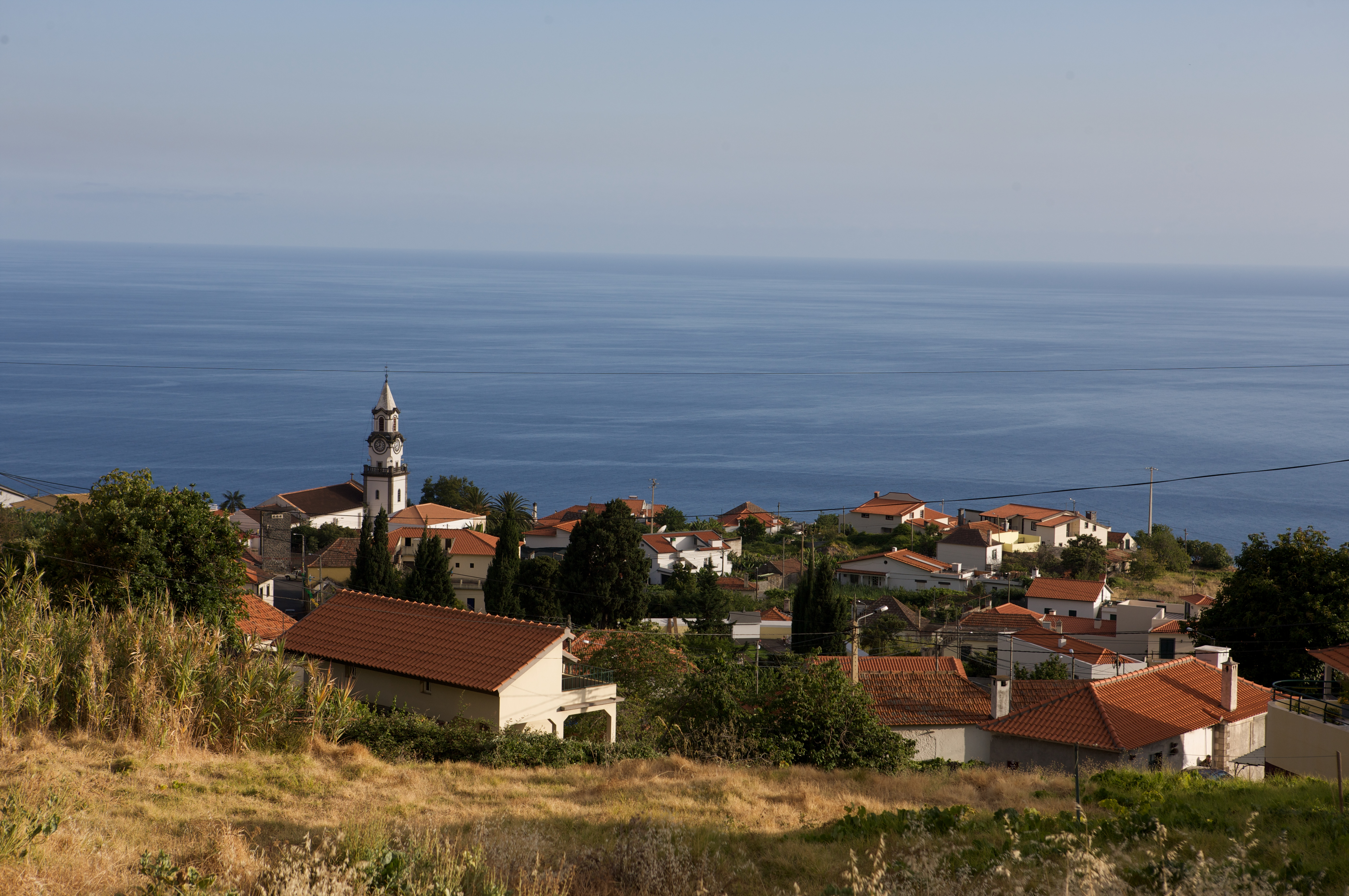
Blick nach Süden
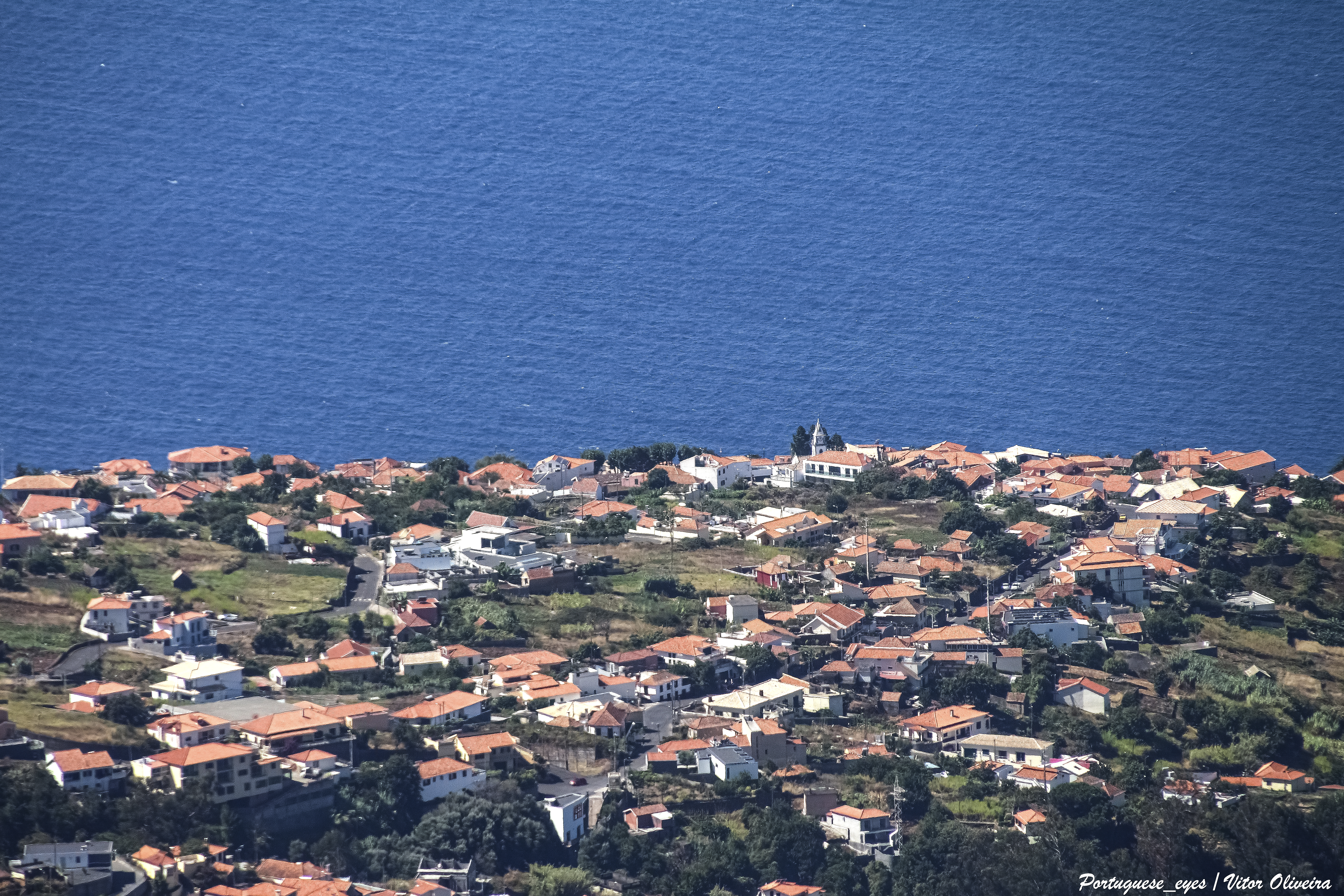
Ortsteil Loreto

## Geschichte
Gegen Ende des 15. Jahrhunderts ließ sich der Landbesitzer João Fernandes Andrade, bekannt als João Fernandes do Arco (ca. 1470–1527) hier nieder und errichtete weitläufige Ländereien. Auf diesen wurden vor allem Weizen und Zuckerrohr angebaut, wobei mehrere Zuckerfabriken und eine Sklavenwirtschaft entstanden. Levadas aus dem Paul da Serra sicherten die Bewässerung der Äcker und ermöglichten eine blühende Agrarwirtschaft. Im Jahr 1572 wurde Arco da Calheta als eigenständige Gemeinde von Calheta abgetrennt.

## Bevölkerung
Die Bevölkerungszahl stieg von 3.045 im Jahr 1864 auf einen Höchststand von 5.973 im Jahr 1940 und sank danach wieder aufgrund von Abwanderung und wirtschaftlichen Veränderungen bis auf 2.999 Einwohner im Jahr 2021. Diese Schwankungen spiegeln den Wandel von der landwirtschaftlich geprägten Siedlung zur modernen Gemeinde wider.
| Einwohnerzahlen von Arco da Calheta (1864–2021) | Einwohnerzahlen von Arco da Calheta (1864–2021) | Einwohnerzahlen von Arco da Calheta (1864–2021) | Einwohnerzahlen von Arco da Calheta (1864–2021) | Einwohnerzahlen von Arco da Calheta (1864–2021) | Einwohnerzahlen von Arco da Calheta (1864–2021) | Einwohnerzahlen von Arco da Calheta (1864–2021) | Einwohnerzahlen von Arco da Calheta (1864–2021) | Einwohnerzahlen von Arco da Calheta (1864–2021) | Einwohnerzahlen von Arco da Calheta (1864–2021) | Einwohnerzahlen von Arco da Calheta (1864–2021) | Einwohnerzahlen von Arco da Calheta (1864–2021) | Einwohnerzahlen von Arco da Calheta (1864–2021) | Einwohnerzahlen von Arco da Calheta (1864–2021) | Einwohnerzahlen von Arco da Calheta (1864–2021) | Einwohnerzahlen von Arco da Calheta (1864–2021) | Einwohnerzahlen von Arco da Calheta (1864–2021) |
| ----------------------------------------------- | ----------------------------------------------- | ----------------------------------------------- | ----------------------------------------------- | ----------------------------------------------- | ----------------------------------------------- | ----------------------------------------------- | ----------------------------------------------- | ----------------------------------------------- | ----------------------------------------------- | ----------------------------------------------- | ----------------------------------------------- | ----------------------------------------------- | ----------------------------------------------- | ----------------------------------------------- | ----------------------------------------------- | ----------------------------------------------- |
| Jahr                                            | 1864                                            | 1878                                            | 1890                                            | 1900                                            | 1911                                            | 1920                                            | 1930                                            | 1940                                            | 1950                                            | 1960                                            | 1970                                            | 1981                                            | 1991                                            | 2001                                            | 2011                                            | 2021                                            |
| Einwohner                                       | 3.045                                           | 3.535                                           | 3.526                                           | 4.121                                           | 4.654                                           | 4.951                                           | 5.768                                           | 5.973                                           | 5.789                                           | 5.215                                           | 4.126                                           | 3.363                                           | 3.605                                           | 3.241                                           | 3.168                                           | 2.999                                           |
| ± %                                             | -                                               | +16,1                                           | −0,3                                            | +16,9                                           | +12,9                                           | +6,4                                            | +16,5                                           | +3,6                                            | −3,1                                            | −9,9                                            | −20,9                                           | −18,5                                           | +7,2                                            | −10,1                                           | −2,3                                            | −5,3                                            |

## Kirchen
Arco da Calheta besitzt ein reiches religiöses Erbe, das sich in einer Vielzahl von Kirchen und Kapellen manifestiert. Ihre Architektur, oft eine Mischung aus manuelinischen, manieristischen und revivalistischen Stilen, erzählt Geschichten von Jahrhunderten des Glaubens und des Wandels.
- Igreja Paroquial de São Brás (in Arco da Calheta)
- Capela e Igreja de Nossa Senhora do Loreto (in Loreto)
- Capela de Nossa Senhora da Nazaré (in Paredes)
- Capela de Nossa Senhora da Conceição (in Amoreiras)
- Capela de Nossa Senhora da Vida (in Fajã do Mar)
- Capela da Senhora da Saúde (in Sítio do Pinheiro)
- Capela do Sagrado Coração de Jesus (in Fonte do Til)
- Capela de Nossa Senhora de Fátima (in Ovil)

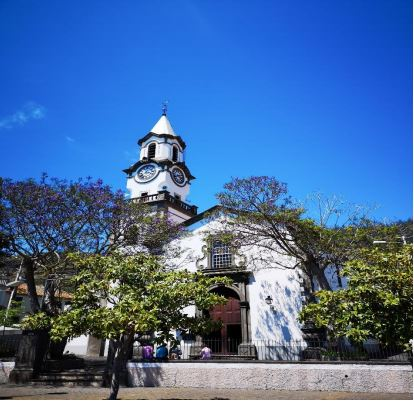
Igreja Paroquial de São Brás
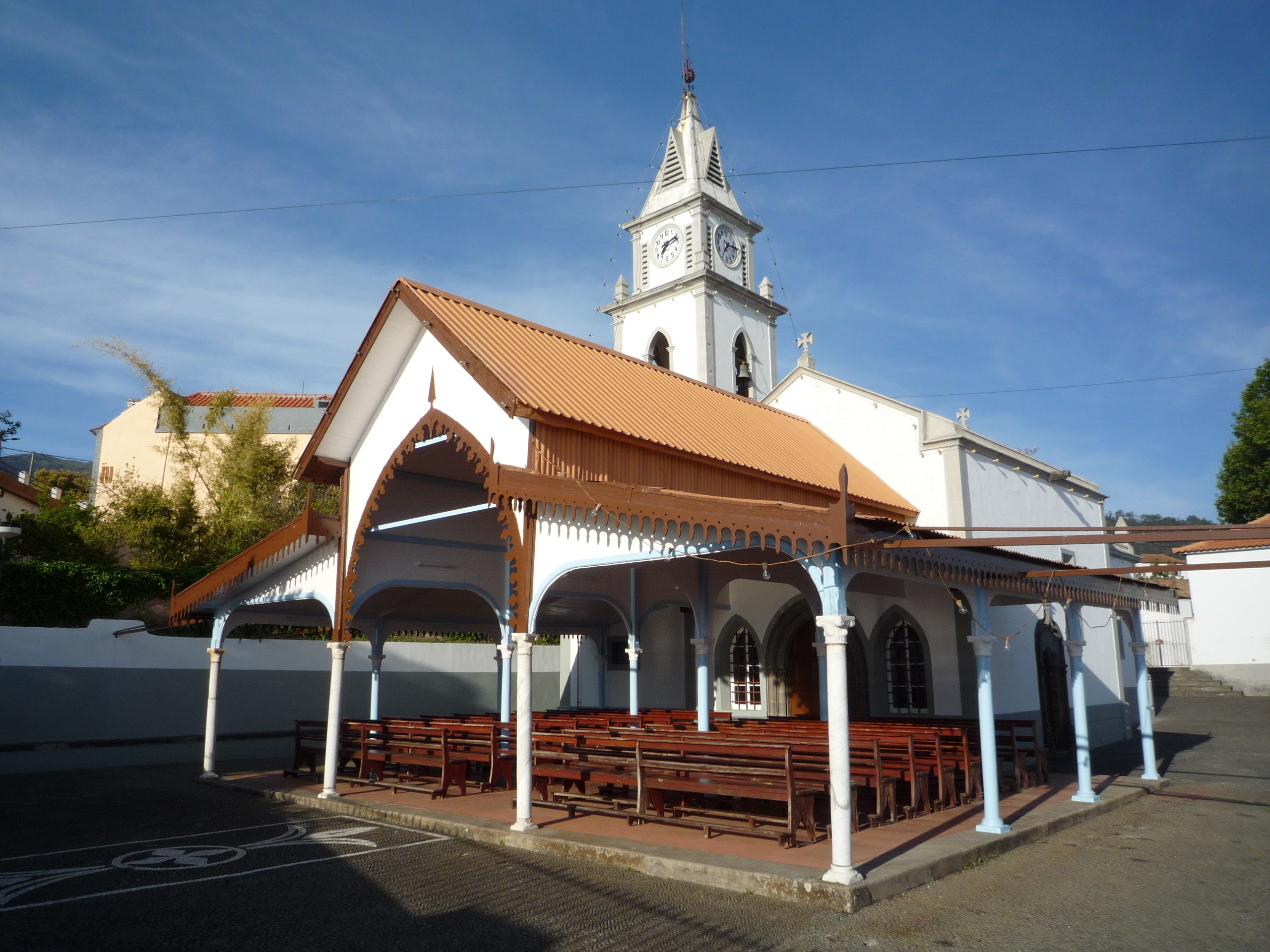
Capela e Igreja de Nossa Senhora do Loreto
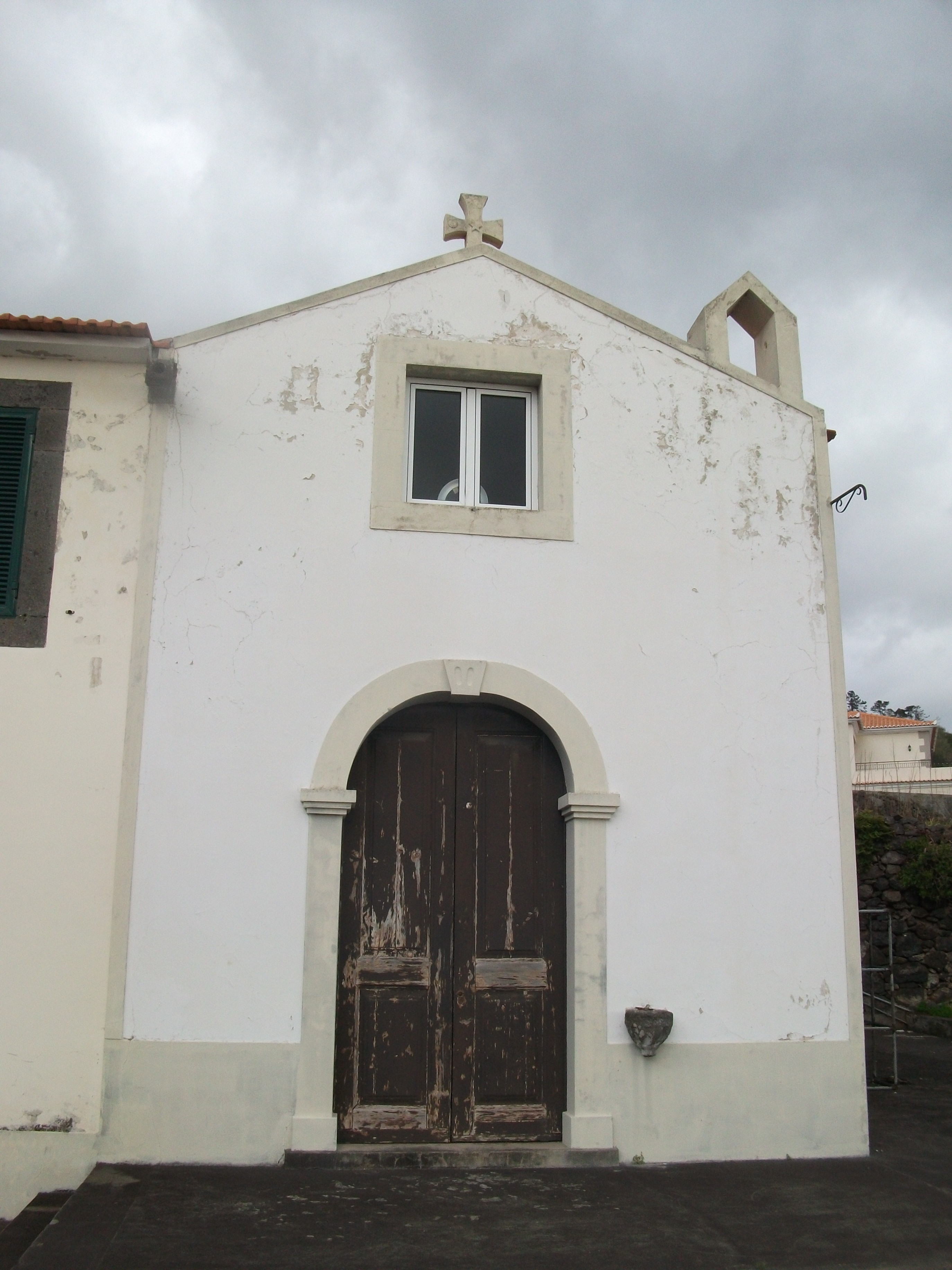
Capela de Nossa Senhora da Nazaré
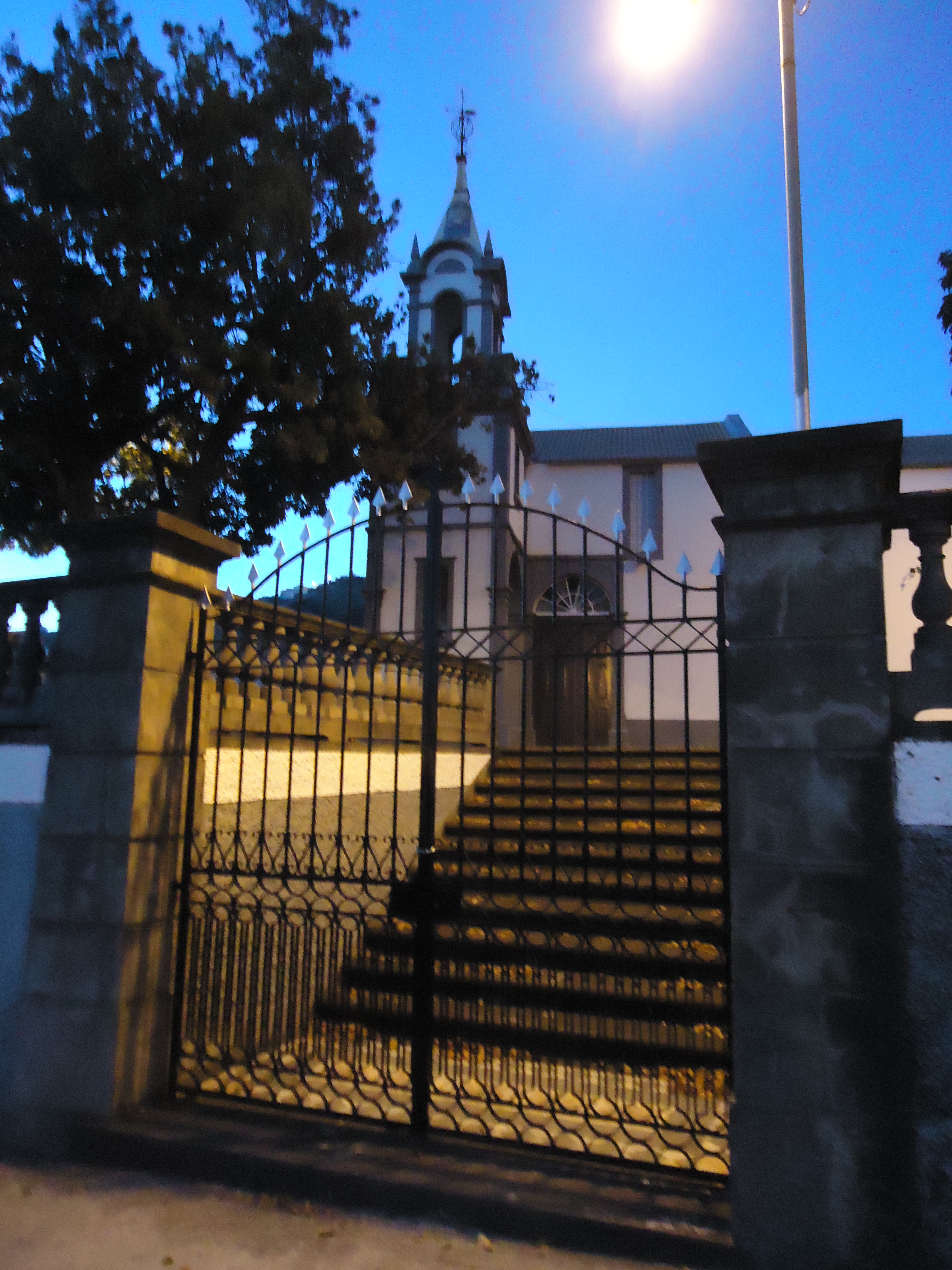
Capela de Nossa Senhora da Conceição
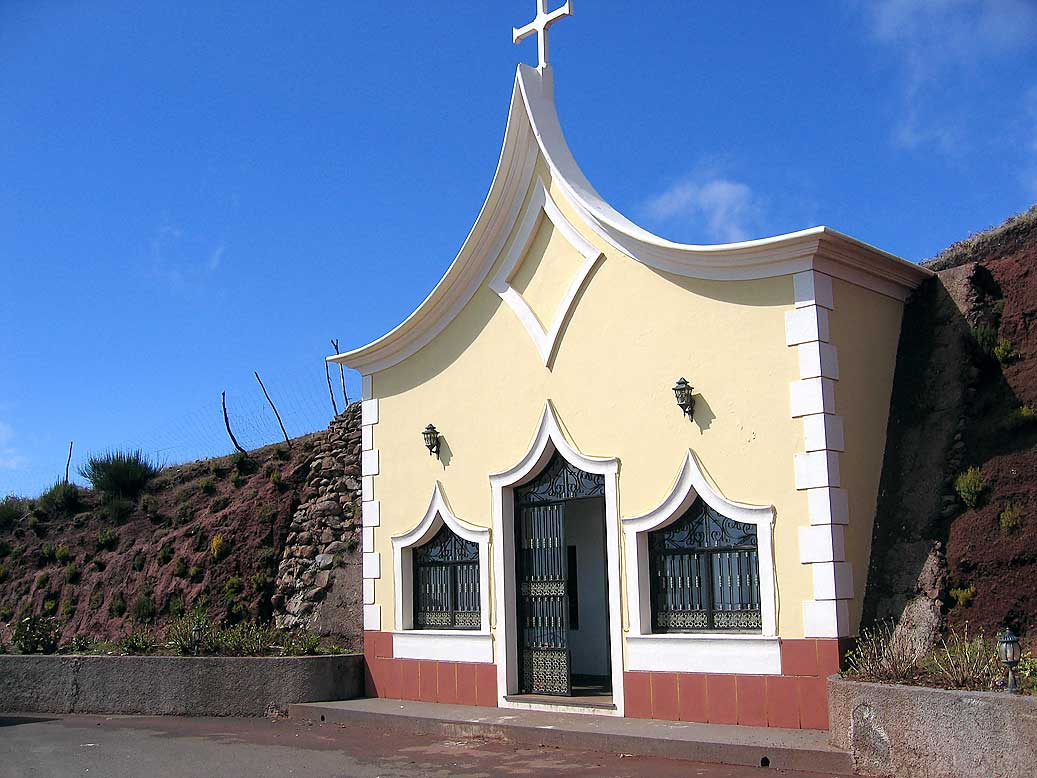
Capela de Nossa Senhora de Fátima

Igreja Paroquial de São Brás
An der Stelle der Kirche befand ab Beginn des 16. Jahrhunderts eine von João Fernandes do Arco gegründete Kapelle.
Die heutige Kirche wurde zwischen 1730 und 1754 für die Summe von 9.350 Réis neu errichtet und am 1. Januar 1755 seliggesprochen.
Capela e Igreja de Nossa Senhora do Loreto
Die Kapelle ist eine der ältesten in der Gemeinde. Mit dem Bau wurde vermutlich um 1510 begonnen. Sie war ursprünglich die Kapelle der Häuser von Pedro Gonçalves da Câmara (1440–1530), dem dritten Sohn des zweiten Kapitäns von Funchal und wurde von seiner Frau Joana de Eça (ca. 1480–1572) (Dame der Königin Katharina von Habsburg) vergrößert. Im Jahre 1530 wurde das Renaissance-Weihwasserbecken aus Marmor aufgestellt, das noch heute im Inneren des Gebäudes zu sehen ist. Die Kapelle weist eine Reihe manuelinischer Architekturelemente auf mit Längsgrundriss und einem einzigen Kirchenschiff mit Mudéjar-Dach und Hauptgiebelfassade. Der Altar der Kapelle Nossa Senhora do Loreto wurde Ende des 18. Jahrhunderts umgestaltet und ein von Nicolau Ferreira signiertes Leinwandgemälde aus dem Jahr 1791 ist noch erhalten.
Capela de Nossa Senhora da Nazaré
Die Erweckungskapelle wurde im siebzehnten Jahrhundert, im Jahr 1689, erbaut. Sie wurde von Antónia de Cristo und Leonarda de Horto für die Feier von Messen gegründet. Von der ursprünglichen Struktur an blieb das Weihwasserbecken draußen, auf der rechten Seite der Hauptfassade. Es wurde in den 30er Jahren des neunzehnten Jahrhunderts im Auftrag von António João Barbosa de Matos e Câmara restauriert und in der zweiten Hälfte des zwanzigsten Jahrhunderts umgebaut.
Capela de Nossa Senhora da Conceição
Die Kapelle wurde 1911 zum Gedenken an das goldene Jubiläum des Dogmas von der Unbefleckten Empfängnis erbaut und am 27. Dezember 1911 durch Pfarrer José Marcelino de Freitas geweiht.
Capela de Nossa Senhora da Vida
Manieristische Kapelle aus dem 17. Jahrhundert mit einfachem Längsgrundriss und einer angebauten Sakristei auf der rechten Seite. Er wurde 1663 von D. Inês Teixeira gegründet und diente zur Feier der Gottesdienste und war auch ein Ort großer Verehrung für Fischer und Seeleute, die dorthin kamen, um Schutz zu erbitten. Es wurde in der zweiten Hälfte des neunzehnten Jahrhunderts und im Jahr 1986 wieder aufgebaut.
Am 17. Juli 1997 wurde die Kapelle von Dr. Adérito Gomes Ferreira und seiner Frau, D. Adriana Maria Teixeira Pestana Gomes, der Autonomen Region Madeira geschenkt.

## Wirtschaft
Historisch gesehen war die Landwirtschaft der primäre Motor der Wirtschaft in Arco da Calheta. Schon früh in der Besiedlungsgeschichte Madeiras war diese Region ein Zentrum des Ackerbaus. Man findet hier Anbauflächen für Obst und Gemüse, die hauptsächlich die lokalen Märkte versorgen. Hauptsächlich für den Export, stellt der Bananenanbau den größten Anteil der Landwirtschaftlichen Nutzfläche innerhalb der Gemeinde dar. Die Ernte der Bananen erfolgt ganzjährig, wobei die Hauptproduktionszeit zwischen Juli und Oktober liegt.
In den letzten Jahrzehnten hat sich jedoch der Tourismus als der dominierende Wirtschaftszweig etabliert und erlebt ein kontinuierliches Wachstum. Die touristische Infrastruktur in Arco da Calheta hat sich entsprechend entwickelt. Neben den beiden Hotels Savoy Saccharum und Engenho Velho, gibt es eine breite Palette an Unterkünften, von luxuriösen Ferienhäusern und Villen mit Meerblick bis hin zu kleinen Apartments für Wanderer. Die Nähe zum Yachthafen in Calheta, dem Sandstrand und verschiedenen touristischen Annehmlichkeiten wie Einkaufsmöglichkeiten, Restaurants und Wassersportangeboten macht Arco da Calheta in den letzten Jahren zu einem begehrten Standort für Immobilieninvestitionen.